# 63a Divisió (Exèrcit Popular de la República)
La 63a Divisió va ser una de les divisions de l'Exèrcit Popular de la República que es van organitzar durant la Guerra Civil espanyola sobre la base de les Brigades Mixtes. Durant tota la contesa va estar desplegada en el front de Còrdova.

## Historial
La unitat va ser creada a la fi de l'estiu de 1937. Va quedar composta per les brigades 25a, 86a, 114a, amb el seu lloc de comandament a Villanueva de Córdoba. El comandament de la divisió va recaure en el tinent coronel de milícies Aldo Morandi, comptant amb el major de milícies Fritz Schiller com a cap d'Estat Major. A la fi d'any va ser incorporada al VIII Cos d'Exèrcit.
Al febrer de 1938, Morandi va passar a manar la divisió «Extremadura», i fou substituït pel major d'infanteria José Frías González-Mouvelles. Excepte algunes accions esporàdiques, durant la major part de la contesa la 63a Divisió no va prendre part en operacions militars de rellevància. Al març de 1939, després del cop de Casado, el major de milícies Ildefonso Castro Ruiz va assumir el comandament de la unitat. El final de la guerra va sorprendre la unitat en aquest front.

## Comandaments
Comandants
- tinent coronel de milícies Aldo Morandi;[1]
- major d'infanteria José Frías González-Mouvelles;[5]
- tinent coronel Julián del Castillo;[6][7]
- major de milícies Ildefonso Castro Ruiz;[4]

Caps d'Estat Major
- major de milícies Fritz Schiller;[1]
- capità d'infanteria Enrique Trigo Bru;[5]

Comissaris
- Bondadoso Vera Jiménez, de la CNT;[8]

## Ordre de batalla
| Data               | Cos d'Exèrcit adscrit | Brigades Mixtes integrades | Front de batalla |
| ------------------ | --------------------- | -------------------------- | ---------------- |
| Desembre de 1937   | VIII Cos d'Exèrcit    | 25a, 86a, 114a             | Córdoba          |
| Juliol de 1938     | VIII Cos d'Exèrcit    | 86a, 88a Bis i 114a        | Còrdova          |
| Agost-set. de 1938 | VIII Cos d'Exèrcit    | 61a, 86a i 114a            | Còrdova          |